# Azione Cattolica
L'Azione Cattolica Italiana (in acronimo AC o ACI) è un'associazione cattolica laicale finalizzata alla collaborazione con le gerarchie ecclesiastiche della Chiesa cattolica; l'origine risale al 1867.
Nel 1954 contava due milioni e mezzo di iscritti, dei quali un milione e settecentomila tra le sole associazioni giovanili; nel 1959 giunse al massimo di 3 372 000. Secondo i dati del 2019 (pubblicati nel 2021) era scesa a circa 270 000 soci e in quelli aggiornati al 2023 intorno alle 221 000 persone, per poi risalire al numero di circa 270 000 soci nel 2024, ma secondo i dati emersi dalle ricerche della Conferenza Episcopale Italiana, alle sue attività partecipano ogni anno complessivamente oltre un milione di cattolici italiani. L'attuale presidente nazionale è Giuseppe Notarstefano mentre l'assistente ecclesiastico è il vescovo Claudio Giuliodori.

## Storia

### Ottocento

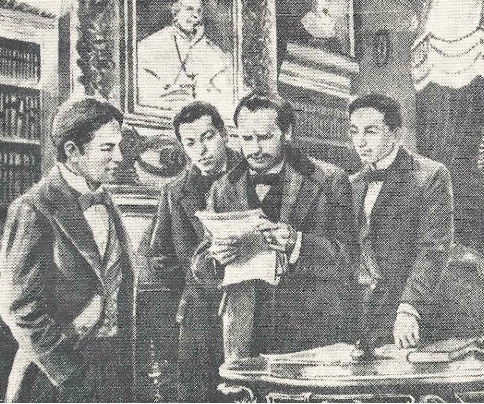
Giovanni Acquaderni e Mario Fani riuniti in casa dei fratelli Malvezzi a Bologna mettono a punto il programma della nascente «Società della Gioventù Cattolica» (1868), poi Azione Cattolica.

Le origini dell'Azione Cattolica risalgono al settembre 1867, quando due giovani universitari, Mario Fani, viterbese e Giovanni Acquaderni, di Castel San Pietro Terme (già Castel San Pietro dell’Emilia), fondano a Bologna la Società della Gioventù Cattolica Italiana. Il motto «Preghiera, Azione, Sacrificio» sintetizza la fedeltà a quattro principi fondamentali:
- l'obbedienza al Papa ("sentire cum Ecclesia")
- un progetto educativo fondato sullo studio della religione
- vivere la vita secondo i principi del cristianesimo
- un diffuso impegno alla carità verso i più deboli e i più poveri

La costituzione dell'associazione viene approvata il 2 maggio 1868 da papa Pio IX con il Breve apostolico Dum filii Belial. In sintonia con le posizioni del Pontefice (dello stesso anno è, infatti, la prima formulazione del Non expedit), la neonata compagine esclude l'impegno politico diretto.
Nel 1872 si tiene a Venezia il primo congresso dei cattolici italiani: l'opera di Fani e Acquaderni viene ufficialmente ribattezzata Società della Gioventù Cattolica Italiana. Dopo il congresso, prenderanno vita in Italia l'Opera dei Congressi e i Comitati cattolici.
L'associazione cresce rapidamente e, nel giro di pochi anni, si diffonde nelle parrocchie di tutta Italia. In principio conserva una divisione in sessione maschile e femminile, che negli anni fu superata.

### La costituzione dell'Azione Cattolica
Nel 1904, Pio X scioglie l'Opera dei Congressi a causa dei perduranti contrasti tra "intransigenti" e "innovatori". L'anno seguente, lo stesso papa pubblica l'enciclica Il fermo proposito (11 giugno 1905) con la quale promuove la nascita di una nuova organizzazione laicale cattolica che prende il nome di Azione Cattolica.
Nei primi anni di vita dell'Azione Cattolica si susseguono alcuni eventi molto significativi per il cattolicesimo tutto: la condanna contenuta nel decreto Lamentabili sane exitu (3 luglio 1907) di Pio X delle 65 proposizioni moderniste e, subito dopo, la "scomunica" del modernismo contenuta nell'enciclica Pascendi dominici gregis (8 settembre 1907). In quest'ultima, il modernismo e il relativismo venivano etichettati dal Pontefice come la sintesi di tutte le eresie. L'Azione Cattolica fu, dunque, voluta dal Papa come principale strumento di contrasto al modernismo.
Nel 1908 venne fondata l'«Unione fra le Donne Cattoliche Italiane» ad opera di Maria Cristina Giustiniani Bandini, con la collaborazione di Adelaide Coari e nel luglio del 1909 Vincenzo Ottorino Gentiloni ricevette da Pio X l'incarico di dirigere un'organizzazione contigua all'Azione Cattolica, l'«Unione Elettorale Cattolica Italiana» (UECI).
L'UECI svolse un'azione di primo piano nel panorama politico italiano di allora. Nel 1912, nonostante non fosse ancora stato revocato il Non expedit decretato da Pio IX, il conte Vincenzo Ottorino Gentiloni, nella sua funzione di massimo responsabile della UECI, concluse con Giovanni Giolitti il cosiddetto «Patto Gentiloni». I tre punti cardine del Patto Gentiloni furono:
1. il finanziamento alle scuole non statali (prevalentemente cattoliche)
2. l'impegno a non permettere l'introduzione del divorzio in Italia
3. la giurisdizione separata per il clero

Con il Patto Gentiloni venivano perciò a saldarsi il filone risorgimentale più istituzionale e il filone cattolico largamente maggioritario nel paese, sulla base di un orientamento cattolico, monarchico e tradizionalista. Nello stesso anno (1912) e in seguito a tale patto, il conte Gentiloni fondò, insieme a Giolitti, il Partito Liberale, partito precursore del PLI.
Alle elezioni del 1913, le prime della storia italiana a suffragio universale maschile, il Partito Liberale ottenne uno schiacciante successo. Favorendo l'elezione di quei candidati che si fossero impegnati a rispettare gli accordi del «Patto Gentiloni», il conte Vincenzo Ottorino Gentiloni (che rimase uno dei massimi dirigenti dell'Azione Cattolica) ribaltò la sudditanza politica del cattolicesimo in Italia che si era prodotta dopo l'unificazione nazionale.
Nel 1918, per iniziativa di Armida Barelli e con il sostegno di papa Benedetto XV prima e di Pio XI poi, nacque all'interno dell'Unione Donne la «Gioventù Femminile di Azione Cattolica».

### Il primo dopoguerra
La nascita del Partito Popolare Italiano di don Luigi Sturzo nel primo dopoguerra impone una riorganizzazione del laicato cattolico con una migliore definizione di compiti tra Azione Cattolica, Partito Popolare Italiano e Sindacato. Nel 1922 le opere degli adulti vengono raggruppate nell'Unione Uomini Cattolici, organizzata da Augusto Ciriaci e monsignor Domenico Tardini. Il 30 novembre di quell'anno sono approvati i nuovi statuti dell'Azione Cattolica, che viene organizzata in quattro sezioni:
- Federazione Italiana Uomini Cattolici
- Unione Femminile Cattolica Italiana
- Federazione Universitaria Cattolica Italiana
- Società Gioventù Cattolica Italiana

Nello stesso periodo, però, l'attività formativa esercitata nei circoli dell'Azione Cattolica e la vicinanza di molti suoi iscritti al PPI diventarono motivo di scontro con il governo fascista. Già fra il 1921 ed il 1924 alcune sedi dell'AC furono attaccate e devastate dai militanti fascisti, pervasi da un odio anticlericale.
Mussolini, ormai consolidato il suo potere, il 9 aprile 1928 aveva decretato lo scioglimento di tutte le associazioni che non fossero state fasciste. Da qui nacque lo scontro con il Vaticano, che non accettò lo scioglimento anche dei circoli di Azione Cattolica, "pupilla degli occhi" del papa. Mussolini fu costretto, per non compromettere la stabilità dell'edificio concordatario dei Patti Lateranensi, a far marcia indietro e ad escludere dal divieto l'Azione Cattolica. L'articolo 43 dei Concordato infatti aveva riconosciuto ufficialmente l'Azione Cattolica a patto che essa svolgesse la propria attività fuori di ogni partito, alla dipendenza della Chiesa e per diffondere i principi cattolici. Era un articolo che entrambe le parti avevano accettato con molte riserve e molti sospetti, ciascuno pensando al dopo: il fascismo alla sua Opera Nazionale Balilla e all'allevamento "in batteria" delle nuove leve, come succede in tutte le dittature; la Chiesa cattolica badando al suo impegno pastorale che privilegia l'aspetto spirituale e religioso, ma non esclude l'impegno e la responsabilità sociale.

### Anni trenta
I nodi vennero al pettine all'inizio del 1931. L'AC, con cinquemila sedi sparse in tutta Italia, man mano espandeva i suoi interventi al di fuori dei compiti strettamente religiosi, con iniziative sociali, attività culturali, ricreative ecc. L'Opera Balilla dal canto suo era ormai diventata un grande apparato del regime e contava più di un milione e mezzo di iscritti divisi in balilla, avanguardisti, piccole italiane e giovani italiane. L'AC riuniva gli universitari nella FUCI, il fascismo nel Gruppo Universitario Fascista (GUF).
Già nel 1930, il 3 agosto, L'Avvenire d'Italia, aveva invitato l'AC «ad invadere tutti i settori della vita sociale». Nascono i gruppi professionali. La FUCI rischia di far ombra ai GUF. La commemorazione del quarantesimo anniversario della Rerum novarum suona critica alle corporazioni fasciste e un informatore della polizia la definisce «una manifestazione di mai represso antifascismo».
L'8 aprile Benito Mussolini chiede alla Santa Sede che la stampa cattolica venga moderata, che l'AC la faccia finita con le provocazioni sindacali, che i caporioni popolari siano licenziati.
Il 21 aprile l'onorevole Mario Giuriati, in un discorso a Milano, rivendica l'assolutismo dello Stato; replica immediatamente il papa, con una lettera all'arcivescovo di Milano cardinale Alfredo Ildefonso Schuster, in cui si afferma tra l'altro che la Chiesa ha il diritto di entrare nella moralità sociale, che il fascismo erra educando i giovani alla violenza e all'aggressività.
Il Lavoro fascista accusa l'AC di formare uomini «domestici e infermicci», di utilizzare i rottami del mondo sturziano, di invadere il campo delle corporazioni. Ormai la corda è tesa. Si spezza in maggio e sarà la più dura repressione fascista mai attuata nei confronti dell'Azione Cattolica. Vengono messe in pratica violente manifestazioni anticlericali, i giornali intransigenti del regime vomitano ingiurie, sono devastate e saccheggiate le sedi dei circoli cattolici; il conte Dalla Torre scrive:
Per tutto il mese le violenze continuano e preoccupano persino Mussolini che deve raccomandare ai prefetti un'attenta vigilanza perché non accadano incidenti che offendano il sentimento religioso popolare. Ci fu da parte vaticana un'accesa protesta e per tutta risposta Mussolini fa prudenzialmente chiudere le sedi di tutti i circoli della gioventù cattolica e tutte le federazioni universitarie. Il decreto di scioglimento è del 29 maggio 1931. Gli ultimi tre giorni del mese di maggio registrano il sequestro di tutti i circoli cattolici ad opera della polizia. In questo clima di accesa tensione (si imputa all'Azione Cattolica di tenere anche adunanze cospiratrici), ai primi di luglio esce, ma è datata 29 giugno, l'enciclica Non Abbiamo Bisogno che resta il documento fondamentale per definire la posizione e il giudizio del papa nei confronti di quel regime. Pio XI con questo testo condanna esplicitamente il fascismo come dottrina totalitaria, definendolo «una vera e propria statolatria pagana, non meno in contrasto con i diritti naturali della famiglia che con i diritti soprannaturali della Chiesa... un programma che misconosce, combatte e perseguita l'Azione Cattolica, che è dire quanto la Chiesa e il suo Capo hanno notoriamente di più caro e prezioso». L'enciclica, inoltre, dichiara illecito il giuramento di fedeltà al duce.
È di questo periodo, il messaggio che, per il tramite di padre Pietro Tacchi Venturi, il gesuita che teneva i contatti tra il Vaticano e il Duce, Pio XI inviò a Mussolini e nel quale il papa asseriva senza mezzi termini di aver ormai acquisito la certezza che i programmi, affermazioni e principi fascisti erano in urto con la coscienza cattolica e dichiarava testualmente di dover «addivenire all'esplicita riprovazione di principi che sono in contrasto con la dottrina e con i diritti della Chiesa». Questa dichiarazione è tanto più rilevante in quanto è del 24 luglio, cioè successiva alla enciclica Non abbiamo bisogno. Quindi Pio XI era giunto alla convinzione che tra fascismo e Chiesa il matrimonio era impossibile.
Il successivo accordo del 2 settembre stabilì che:
1. l'AC è diocesana, dipende dai vescovi che scelgono i dirigenti
2. non ha gruppi professionali e sindacali perché si propone solo obbiettivi religiosi e forma i giovani alla spiritualità
3. i circoli giovanili si chiameranno "Associazioni di AC" e si asterranno da attività atletiche e sportive

Ma l'AC, pur costretta a una vita grama e repressa, sopravvisse, si rinforzò e poté preparare i quadri della futura Democrazia Cristiana.
Nel 1931 la Società della Gioventù Cattolica Italiana (SGCI) diventa Gioventù Italiana di Azione Cattolica (GIAC). Al presidente Angelo Jervolino succederà nel 1934 Luigi Gedda che guiderà l'associazione dei giovani fino al 1946.
Nel 1935 nasce, come editrice della GIAC, l'AVE (Anonima Veritas Editrice) con l'obiettivo di fornire sussidi per la formazione religioso-morale di adulti, giovani e ragazzi.
Nel luglio del 1943 una folta schiera di aderenti all'AC prese parte ai lavori che portarono alla redazione del Codice di Camaldoli.

### Il secondo dopoguerra
L'Azione Cattolica conosce un momento di grande espansione nel secondo dopoguerra grazie all'impegno di papa Pio XII. Le prime scadenze elettorali successive alla proclamazione della Repubblica Italiana, poi, aumentano l'impegno dell'associazione. In occasione delle elezioni del 1948 vengono fondati, su mandato di Pio XII, i "Comitati Civici". Organizzati da Luigi Gedda allo scopo di mobilitare le forze cattoliche per il delicato impegno elettorale, i Comitati risultano decisivi per evitare la vittoria elettorale della sinistra. L'AC conta due milioni e mezzo di iscritti. Un altro appuntamento elettorale decisivo si verifica nel 1951 con le elezioni comunali di Roma. Socialisti e comunisti si presentano alleati, con forti probabilità di vittoria. Il Papa lancia un nuovo appello alle forze cristiane affinché si presentino unite alle urne. Luigi Gedda, ancora in prima linea, lancia un'alleanza politica tra DC, MSI e Partito Nazionale Monarchico. Il progetto di coalizione fallisce per l'opposizione di Alcide De Gasperi e per il dissenso di molti aderenti dell'AC. Mario Rossi, presidente centrale della GIAC (Gioventù italiana d'Azione Cattolica) dal 1952 al 1954, si oppone alla linea di Gedda, sia sul piano pastorale, sia sul piano politico e, nonostante fosse appoggiato da mons. Giovanni Battista Montini, sostituto alla Segreteria di Stato vaticana, viene costretto alle dimissioni. A livello organizzativo, si rende autonoma la Coldiretti. Nel dicembre del 1958 il mandato a Gedda non viene rinnovato da Giovanni XXIII. Lo spirito di rinnovamento seguito al Concilio Vaticano II del 1962 porta nel 1964 alla nomina di Vittorio Bachelet a Presidente della Giunta Centrale di AC. In questo contesto, l'Azione Cattolica compie la "scelta religiosa" e decide di non essere più collaterale a nessun partito politico. Pur rimanendo immersa nel sociale, torna a riscoprire le proprie origini religiose nell'impegno all'annuncio del Vangelo e all'educazione alla fede. Sulla base di queste nuove prospettive, nel 1969 viene emanato un nuovo Statuto secondo il quale l'Associazione viene organizzata in due Settori, uno per i Giovani e uno per gli Adulti, al posto dei precedenti quattro Rami (Gioventù Maschile, Gioventù Femminile, Unione Donne, Unione Uomini), mentre le Sezioni minori (Fiamme Bianche, Fiamme Rosse, Fiamme Verdi per i Ragazzi e Angioletti, Piccolissime, Beniamine per le Ragazze) sono sostituite con l'unica struttura dell'Azione Cattolica dei Ragazzi (ACR) che compare per la prima volta nel marzo del 1971.
Negli anni post-conciliari l'AC si fa pienamente portavoce del cosiddetto "spirito" del Concilio Vaticano II; pur mantenendo una struttura legata alle parrocchie, comincia a perdere consensi in diversi strati sociali. Risultato: tra il 1964 e il 1974 l'associazione passa da 3,5 milioni di iscritti a 600 000.
Ma il calo ha anche altri motivi:
- L'AC degli anni settanta (e ottanta) non era più l'unica Associazione dei laici cattolici. Dopo il Concilio erano nate nuove realtà, alcune delle quali fondate anche da appartenenti all'associazione. Il Movimento dei Focolari, la Comunità di Sant'Egidio, Comunione e Liberazione[14], il Rinnovamento nello Spirito, il Cammino Neocatecumenale cominciano proprio dagli anni sessanta la loro diffusione e crescita. Nel complesso il numero di laici cattolici impegnati non è andato diminuendo, ma si è distribuito in realtà diverse. L'AC è un'associazione vicina ai vescovi ed ai sacerdoti, dedita principalmente all'impegno parrocchiale ed alla "formazione cristiana delle coscienze". I movimenti cattolici invece hanno fatto proprie scelte più specifiche: la comunione e l'unità i Focolari e Sant'Egidio, la preghiera ispirata il Rinnovamento, l'impegno nelle università e nel mondo economico-lavorativo CL.
- La fuga di molti giovani nei movimenti giovanili originati dal Sessantotto.
- Infine, il distacco dall'Azione Cattolica della FUCI e del Centro Sportivo Italiano (CSI), oltre che la totale separazione con le ACLI e la CISL.

Nel 1976 Vittorio Bachelet viene eletto vicepresidente del Consiglio Superiore della Magistratura. Gli anni settanta si concludono tragicamente con l'assassinio di Aldo Moro (presidente della FUCI dal 1939 al 1942) e di Bachelet da parte delle Brigate Rosse.

### Dal 1998 in poi
Nel 1998 viene eletta la prima donna alla guida dell'Azione Cattolica: Paola Bignardi. Appoggiata dalla Conferenza Episcopale Italiana, ha guidato l'associazione in un forte processo di rinnovamento, conclusosi con l'aggiornamento dello Statuto avvenuto nel settembre del 2003. Le revisioni statutarie hanno suscitato un grande dibattito interno e alcuni ex-dirigenti nazionali e locali pubblicarono, all'apertura dei lavori dell'assemblea straordinaria dell'associazione, una lettera aperta in cui si esponevano alcuni dubbi su quale ruolo i laici e l'associazione avrebbero dovuto avere in futuro. Nonostante le accese discussioni, il nuovo Statuto associativo fu approvato dall'assemblea dei responsabili diocesani con oltre l'80% dei consensi. Durante la presidenza Bignardi gli iscritti all'associazione si stabilizzarono in circa 400 000.
La ratifica del nuovo Statuto dell'Associazione avviene lo stesso anno durante l'Assemblea generale della CEI (Assisi, 17-20 novembre). Il 13 e 14 marzo 2004 viene poi approvato dal Consiglio Nazionale il Regolamento Nazionale.
L'azione di rinnovamento guidata dalla Bignardi e culminata nell'approvazione del nuovo Progetto formativo dell'Associazione ha dato nuova vitalità e visibilità pubblica ed ecclesiale all'associazione, che ha portato nel 2006, sotto la presidenza di Luigi Alici, a un aumento delle adesioni, il primo dopo molti anni segnati da una generalizzata difficoltà dell'associazionismo.
Nel 2008, in occasione del suo 140º anniversario, l'Azione Cattolica ha presentato il Manifesto al Paese, un documento in cui sono affermati i valori non negoziabili dell'AC, che si fa sentinella di quell'ethos condiviso in cui afferma si possono riconoscere tutti gli italiani. Il Manifesto è stato consegnato il 2 aprile 2008 al presidente della Repubblica Giorgio Napolitano nel corso di un'udienza concessa dal Capo dello Stato al presidente nazionale dell'associazione. Le celebrazioni per i 140 anni dell'associazione sono poi culminate, il 4 maggio seguente, in un incontro dell'associazione con papa Benedetto XVI in piazza San Pietro a Roma, al quale hanno partecipato 150.000 soci dell'Ac. Il 30 ottobre 2010 ha avuto luogo un incontro fra papa Benedetto XVI, i ragazzi dell'ACR e i giovanissimi dell'AC; "C'è di +" è stato il tema della giornata svoltasi a Roma dove si sono riuniti più di 150 000 soci.
Il 30 aprile 2017 i festeggiamenti per i 150 anni dell'associazione sono iniziati con un incontro con papa Francesco in piazza San Pietro a Roma, al quale hanno partecipato 100 000 persone.
Il 1 novembre 2019 (a Roma e in contemporanea in tutte le piazze d’Italia) si sono festeggiati i cinquant’anni dell’Acr. Il titolo dell'evento è stato: Light UP - Ragazzi in sinodo.
Il 25 aprile 2021 ha preso avvio la XVII Assemblea Nazionale dell'Azione Cattolica con un anno di ritardo a causa della pandemia da Covid-19 e realizzata interamente online con più di 700 delegati collegati da tutta Italia.
Il 25 aprile 2024, in occasione dell'evento A braccia aperte, che segna l'inizio della XVIII Assemblea nazionale, oltre ottantamila soci e simpatizzanti dell'associazione hanno incontrato papa Francesco in piazza San Pietro a Roma.

## Ordinamento associativo
L'Azione Cattolica Italiana, per corrispondere a specifiche esigenze formative e pastorali, propone itinerari differenziati secondo le età e le condizioni di vita. Riunisce, infatti, i bambini ed i ragazzi nell'Azione Cattolica dei Ragazzi, i Giovani in due Settori e gli Adulti.
Azione Cattolica dei Ragazzi (ACR): è un'articolazione dell'Azione Cattolica Italiana che traduce l'attenzione dell'Associazione verso i ragazzi dai 3/4 ai 14 anni, aiutandoli ad essere pieni protagonisti del loro cammino di fede. È definita nell'articolo 16 dello statuto dell'Azione Cattolica Italiana. La proposta dell'ACR è strutturata in gruppi che seguono itinerari e proposte diversificate secondo quattro archi di età:
- 3/4-5 (denominato Piccolissimi)
- 6-8
- 9-11
- 12-14

Settore Giovani: coinvolge i ragazzi dai 15 ai 30 anni. La proposta formativa è articolata secondo due archi d'età:
- Giovanissimi, dai 15 ai 18 anni
- Giovani, dai 19 ai 30 anni

Il settore giovani fa riferimento alla seguente struttura organizzativa:
- livello nazionale: i massimi responsabili sono i due vicepresidenti nazionali dell'Azione Cattolica per i giovani, un assistente (coadiuvati da un segretario e un'équipe di lavoro)
- livello regionale: due incaricati e un assistente
- livello diocesano: due vicepresidenti, un assistente (con équipe diocesana)
- livello zonale: due responsabili e un assistente vicariale o decanale
- livello parrocchiale: due (o uno nei gruppi poco numerosi) responsabili parrocchiali

Settore Adulti: riunisce i soci sopra i 30 anni.
Responsabili
- Il responsabile associativo: è il vicepresidente del Settore Giovani, che viene eletto dall'assemblea dell'associazione parrocchiale ed è responsabile di tutti i gruppi del Settore. Talvolta il responsabile associativo è anche Educatore.
- L'educatore: è il responsabile educativo, cioè la persona a cui l'associazione affida un gruppo di giovani perché curi le relazioni tra le persone, l'elaborazione di un programma e il suo svolgimento.
- Il presbitero assistente: è il parroco o il suo vicario nelle parrocchie, mentre l'assistente diocesano è solitamente nominato dal Vescovo: il servizio dell'assistente è diretto all'educazione religiosa, ricoprendo un ruolo complementare a quello dell'educatore.

## Movimenti legati all'Azione Cattolica
Movimenti "interni" (facenti parte dell'associazione)
- Movimento Studenti di Azione Cattolica (MSAC): riunisce i giovani soci impegnati nella scuola secondaria superiore
- Movimento Lavoratori di Azione Cattolica (MLAC): riunisce i soci impegnati nella pastorale del mondo del lavoro
- Movimento di Impegno Educativo di Azione Cattolica (MIEAC): si rivolge a quanti, a vario titolo, sono coinvolti nel processo educativo

Associazioni esterne, legate per storia e cultura all'AC
- Federazione Universitaria Cattolica Italiana (FUCI)
- Movimento Ecclesiale di Impegno Culturale (MEIC)

## Personalità legate all'associazione

### Elenco dei presidenti nazionali
Giunta centrale dal 1922
- Luigi Colombo (1922-1929)
- Augusto Ciriaci (1929-1936)
- Lamberto Vignoli (1936-1940)
- Commissione per l'alta direzione dell'AC (1940-1946)
- Vittorino Veronese (1946-1952)
- Luigi Gedda (1952-1959)
- Agostino Maltarello (1959-1964)
- Vittorio Bachelet (1964-1969)

Presidenza nazionale (dal nuovo statuto del 1969)
- Vittorio Bachelet (1970-1973)
- Mario Agnes (1973-1980)
- Alberto Monticone (1980-1986)
- Raffaele Cananzi (1986-1992)
- Giuseppe Gervasio (1992-1998)
- Paola Bignardi (1998-2005)
- Luigi Alici (2005-2008)
- Franco Miano (2008-2014)
- Matteo Truffelli (2014-2021)
- Giuseppe Notarstefano (dal 2021)

### Elenco degli assistenti ecclesiastici generali dell'Azione Cattolica
- Cardinale Giuseppe Pizzardo (1922 - 1938 dimesso)
- Vescovo Evasio Colli (1939 - 1943 dimesso)
- Presbitero Giuseppe Borghino (1943 dimesso)
- Vescovo Gilla Vincenzo Gremigni, M.S.C. (1944 - 1946 dimesso)
- Arcivescovo Giovanni Urbani (26 ottobre 1946 - 14 aprile 1955 nominato arcivescovo-vescovo di Verona)
- Arcivescovo Mario Jsmaele Castellano, O.P. (3 agosto 1956 - 6 giugno 1961 nominato arcivescovo di Siena)
- Vescovo Carlo Maccari (10 giugno 1961 - 31 ottobre 1963 nominato arcivescovo-vescovo di Mondovì)
- Arcivescovo Franco Costa (18 dicembre 1963 - 1972 dimesso)
- Vescovo Luigi Maverna (ottobre 1972 - 19 marzo 1976 nominato segretario generale della Conferenza Episcopale Italiana)
- Vescovo Marco Cé (21 maggio 1976 - 1º gennaio 1979 nominato patriarca di Venezia)
- Vescovo Giuseppe Costanzo (22 gennaio 1979 - 6 agosto 1982 nominato vescovo di Nola)
- Vescovo Fiorino Tagliaferri (16 novembre 1982 - 14 marzo 1987 nominato vescovo di Viterbo, Acquapendente, Bagnoregio, Montefiascone, Tuscania e San Martino al Monte Cimino)
- Vescovo Antonio Bianchin (10 marzo 1987 - 1989 dimesso)
  - Vescovo Camillo Ruini (1989 - 1990 dimesso) (pro tempore)
- Arcivescovo Salvatore De Giorgi (25 gennaio 1990 - 4 aprile 1996 nominato arcivescovo di Palermo)
- Vescovo Agostino Superbo (18 maggio 1996 - 9 gennaio 2001 nominato arcivescovo di Potenza-Muro Lucano-Marsico Nuovo)
- Vescovo Francesco Lambiasi (15 febbraio 2001 - 3 luglio 2007 nominato vescovo di Rimini)
- Vescovo Domenico Sigalini (3 novembre 2007 - 5 aprile 2014 dimesso)
- Vescovo Mansueto Bianchi (5 aprile 2014 - 3 agosto 2016 deceduto)
- Vescovo Gualtiero Sigismondi (4 marzo 2017 - 4 marzo 2023 cessato)
- Vescovo Claudio Giuliodori, dal 4 marzo 2023

### Persone legate all'Azione Cattolica
- Giovanni Acquaderni, fondatore
- Mario Fani, fondatore
- Mario Agnes, presidente nazionale (1973-1981), direttore de L'Osservatore Romano (1982-2007)
- Giulio Andreotti, presidente del consiglio dei ministri (1972-1992)
- Achille Ardigò, sociologo e amministratore locale
- Vittorio Bachelet, presidente nazionale (1970-1973), vicepresidente del Consiglio Superiore della Magistratura (1976-1980), assassinato dalle Brigate Rosse nel 1980
- Beata Armida Barelli, fondatrice della Gioventù Femminile di Ac e dell'Università Cattolica
- Gino Bartali, campione di ciclismo e Giusto tra le nazioni
- Serva di Dio Pierina Belli, fondatrice della Gioventù Femminile a Fidenza, presidente diocesana dell'U.D.A.C.I. e dell'A.C.I. di Fidenza
- Santa Gianna Beretta Molla, socia e dirigente
- Rosy Bindi, vicepresidente nazionale (1984-1989), deputata e ministra, presidente del Partito Democratico (2009-2013)
- Beato Francesco Giovanni Bonifacio, sacerdote, assistente, assassinato e infoibato nel 1946
- Venerabile Maria Chiara Magro, insegnante a Palermo[18]
- Giambattista Caironi, giornalista, direttore de «L'Eco di Bergamo»
- Sandro Calvani, membro del Consiglio scientifico dell'Istituto per il Diritto Internazionale della Pace Giuseppe Toniolo, dell'A.C.I.
- Stefano Ceccanti, presidente della FUCI (1984-1987), costituzionalista
- Antonio Ceron, partigiano, medaglia d'oro al valor militare
- Gianfredo Comazzi, imprenditore, presidente dell'UUACI di Novara (1967-1970)
- Elisabetta Conci, politica della Democrazia Cristiana, membro dell'Assemblea Costituente (Italia)
- Franco Costa, assistente (1963-1972), vescovo di Crema (1963) e poi vescovo titolare di Emmaus (1963-1977)
- Carlo Carretto, presidente nazionale della GIAC (1946-1952), religioso
- Bruno Paparella, Segretario Generale (1952-1972), partigiano cattolico
- Beatrice Draghetti, responsabile nazionale dell'Azione Cattolica dei Ragazzi (1986-1992), presidente della Provincia di Bologna (2004-2014)
- Giovanni Falcone, magistrato ucciso da Cosa nostra nella Strage di Capaci nel 1992
- Amintore Fanfani (1908-1999), economista e storico dell'economia, sei volte presidente del Consiglio dei Ministri, presidente del Senato della Repubblica e unico italiano ad avere presieduto l'Assemblea generale delle Nazioni Unite
- Beato Odoardo Focherini, presidente diocesano dell'AC di Carpi, Giusto tra le nazioni e medaglia d'oro al merito civile, morto in un lager in Germania
- Beato Pier Giorgio Frassati, socio e dirigente
- Luigi Gedda, presidente nazionale (1952-1959), curatore della campagna elettorale del 1948 per conto di Alcide De Gasperi
- Vittorina Gementi, fondatrice nel 1966 a San Silvestro di Curtatone (Mn) della "Casa del Sole"
- Giovanni Guzzetta, presidente della FUCI (1987-1990), presidente del comitato promotore dei referendum sulla legge elettorale del giugno 2009
- Servo di Dio Giorgio La Pira, sindaco di Firenze (1951-1958 e 1961-1965) e politico della Democrazia Cristiana
- Servo di Dio Giuseppe Lazzati, politico e intellettuale italiano, rettore dell'Università Cattolica del Sacro Cuore (1968-1983), direttore del giornale cattolico L'Italia (1961-1964) e deputato all'Assemblea Costituente
- Beato Rosario Livatino, magistrato “giudice ragazzino”, assassinato dalla Stidda agrigentina nel 1990[19]
- Franco Marini, dirigente della Giac, sindacalista, politico, segretario del Partito Popolare Italiano (1997-1999), presidente del Senato durante la XV legislatura (2006-2008)
- Piersanti Mattarella, responsabile del MSAC di Roma e del Lazio, presidente della Regione Siciliana, ucciso dalla mafia il 6 gennaio 1980
- Sergio Mattarella, delegato del MSAC di Roma e del Lazio, della FUCI, Giudice Costituzionale, Presidente della Repubblica dal 2015
- Enzo Boschetti, presbitero
- Venerabile Antonio Seghezzi, presbitero e partigiano
- Beato Alberto Marvelli, socio e dirigente
- Beato Josef Mayr-Nusser, dirigente diocesano, imprigionato per non aver giurato fedeltà a Hitler e morto durante il viaggio per il campo di concentramento di Dachau
- Beata Antonia Mesina, socia della Gioventù Femminile
- Aldo Moro, presidente della FUCI (1939-1942), presidente del Consiglio e ministro, segretario (1959-1964) e presidente della Democrazia Cristiana, rapito e assassinato dalle Brigate Rosse nel 1978
- Beata Pierina Morosini, socia della Gioventù Femminile
- Michela Murgia, scrittrice e incaricata regionale giovani di AC
- San Riccardo Pampuri, assistente
- Beato Teresio Olivelli, partigiano «difensore dei deboli»
- Filippo Maria Pandolfi, politico, ministro e commissario europeo
- Arturo Paoli, religioso e missionario italiano, vice-assistente della Gioventù di Azione Cattolica (1949-1954)
- Arturo Parisi, vicepresidente nazionale della Giac, ministro
- Flaminio Piccoli, politico, segretario della Democrazia Cristiana (1969 e 1980-1982)
- Servo di Dio Gino Pistoni, partigiano, socio di AC
- Giacomo Prandina, partigiano medaglia d'oro al valore militare, morto nel campo di concentramento di Gusen
- Nicolò Rezzara, un "campione" dell'Azione Cattolica Bergamasca
- Ezio Riondato, vicepresidente nazionale
- Pierino Savorana, giovane dell'Azione Cattolica ed avanguardista, morto in concetto di santità
- Oscar Luigi Scalfaro, presidente diocesano dell'AC di Novara, Presidente della Repubblica Italiana (1992-1999), ministro
- Venerabile Gioacchino Stevan, sacerdote assistente
- Fiorino Tagliaferri, assistente ecclesiastico generale dell'AC Italiana (1982-1987), vescovo di Cremona (1978-1983) e poi di Viterbo (1987-1997)
- Giorgio Tonini, presidente della FUCI (1978-1982), senatore
- Marcello Torre, avvocato e politico italiano assassinato dalla camorra nel 1980
- Fabio Zavattaro, giornalista vaticanista di Avvenire e del TG1
- Remo Vigorelli, consigliere AC
- Bruno Pizzul, giornalista e telecronista sportivo italiano (1938-2025)